# گربه‌ماهی دریایی
گربه‌ماهی دریایی (نام علمی: Arius subrostratus) نام یک گونه از خانواده گربه‌ماهیان دریایی است.